# نيوماركت (نيوهامشير)
نيوماركت (بالإنجليزية: Newmarket, New Hampshire)‏ هي بلدة أمريكية تقع في الولايات المتحدة في Rockingham County. يقدر عدد سكانها بـ 8,936 نسمة ومساحتها 36.7 كم2 وترتفع عن سطح البحر 12 متر.

## معرض صور

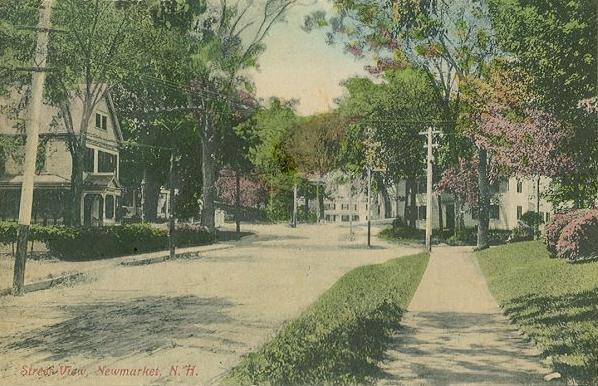
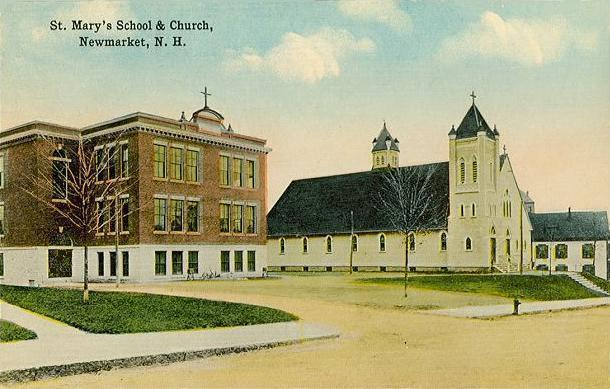
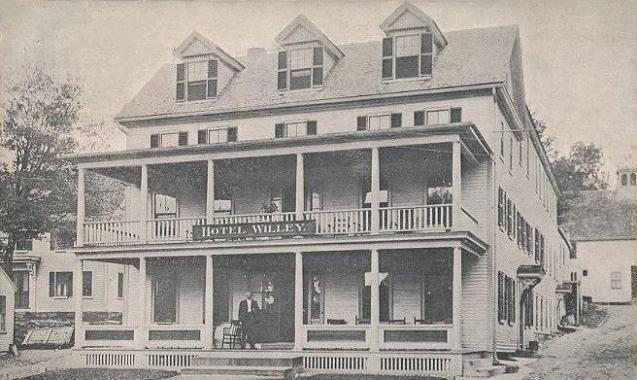

## أعلام
- توم غانينغ
- تشاد يونغ